# Sur quelques points d'algèbre homologique
 (juin 2023).
La mise en forme du texte ne suit pas les recommandations de Wikipédia : il faut le « wikifier ».
Les points d'amélioration suivants sont les cas les plus fréquents. Le détail des points à revoir est peut-être précisé sur la page de discussion.
- Les titres sont pré-formatés par le logiciel. Ils ne sont ni en capitales, ni en gras.
- Le texte ne doit pas être écrit en capitales (les noms de famille non plus), ni en gras, ni en italique, ni en « petit »…
- Le gras n'est utilisé que pour surligner le titre de l'article dans l'introduction, une seule fois.
- L'italique est rarement utilisé : mots en langue étrangère, titres d'œuvres, noms de bateaux, etc.
- Les citations ne sont pas en italique mais en corps de texte normal. Elles sont entourées par des guillemets français : « et ».
- Les listes à puces sont à éviter, des paragraphes rédigés étant largement préférés. Les tableaux sont à réserver à la présentation de données structurées (résultats, etc.).
- Les appels de note de bas de page (petits chiffres en exposant, introduits par l'outil «  Source ») sont à placer entre la fin de phrase et le point final[comme ça].
- Les liens internes (vers d'autres articles de Wikipédia) sont à choisir avec parcimonie. Créez des liens vers des articles approfondissant le sujet. Les termes génériques sans rapport avec le sujet sont à éviter, ainsi que les répétitions de liens vers un même terme.
- Les liens externes sont à placer uniquement dans une section « Liens externes », à la fin de l'article. Ces liens sont à choisir avec parcimonie suivant les règles définies. Si un lien sert de source à l'article, son insertion dans le texte est à faire par les notes de bas de page.
- La présentation des références doit suivre les conventions bibliographiques. Il est recommandé d'utiliser les modèles {{Ouvrage}}, {{Chapitre}}, {{Article}}, {{Lien web}} et/ou {{Bibliographie}}. Le mode d'édition visuel peut mettre en forme automatiquement les références.
- Insérer une infobox (cadre d'informations à droite) n'est pas obligatoire pour parachever la mise en page.

Pour une aide détaillée, merci de consulter Aide:Wikification.
Si vous pensez que ces points ont été résolus, vous pouvez retirer ce bandeau et améliorer la mise en forme d'un autre article.
Sur quelques points d'algèbre homologique est un article d'Alexandre Grothendieck, souvent désigné dans le monde anglophone sous le nom the Tôhoku paper, publié en 1957 dans le Tôhoku Mathematical Journal . Il a révolutionné le sujet de l'algèbre homologique, un aspect purement algébrique de la topologie algébrique. Cela a supprimé la nécessité de distinguer les cas de modules sur un anneau et de faisceaux de groupes abéliens sur un espace topologique.

## Contexte autour de l'article
Le contenu de l'article date de l'année 1955 lorsque Grothendieck était à l'université du Kansas. Ses recherches lui ont permis d'axiomatiser l'algèbre homologique en introduisant le concept de catégorie abélienne,.
Un manuel d'algèbre homologique, le Cartan-Eilenberg d'après les auteurs Henri Cartan et Samuel Eilenberg, parut en 1956. L'œuvre de Grothendieck en était largement indépendante. Son concept de catégorie abélienne fut partiellement anticipé par d'autres. 
David Buchsbaum dans sa thèse de doctorat supervisée par Eilenberg avait introduit une notion de « catégorie exacte » qui était proche de celle de catégorie abélienne (n'ayant besoin que de sommes directes pour être identiques) ; et avait formulé l'idée de morphismes « suffisamment d'injectifs ». 
L'article de Tôhoku contient un argument pour prouver qu'une catégorie de Grothendieck (un type particulier de catégorie abélienne, le nom venant plus tard) a suffisamment de morphismes injectifs ; l'auteur ayant indiqué que la preuve était de type standard. En montrant par ce moyen que les catégories de faisceaux de groupes abéliens admettaient des résolutions injectives, Grothendieck est allé au-delà de la théorie disponible chez Cartan-Eilenberg, pour prouver l'existence d'une théorie de cohomologie en toute généralité.

## Développements ultérieurs
Après le théorème de Gabriel-Popescu de 1964, on savait que toute catégorie de Grothendieck est une catégorie quotient d'une catégorie de module.
Cet article permit  également introduire la suite spectrale de Grothendieck associée à la composition des foncteurs dérivés. 
En reconsidérant plus avant les fondements de l'algèbre homologique, Grothendieck a introduit et développé avec Jean-Louis Verdier le concept de catégorie dérivée. La motivation initiale, telle qu'annoncée par Grothendieck au Congrès international des mathématiciens de 1958, était de formuler des résultats sur la dualité cohérente, désormais sous le nom de « dualité de Grothendieck ».